# Sybra fuscovittata
Sybra fuscovittata là một loài bọ cánh cứng trong họ Cerambycidae.